# Иван Бацаров
Иван Николов Бацаров е български лекар и офицер, санитарен генерал-майор.

## Биография
Иван Бацаров е роден на 16 август 1866 година в Шумен. Син е на възрожденския деятел Никола Бацаров.
Завършва средното си образование в 1-ва софийска мъжка гимназия в София, а през 1892 г. завършва Медицинския факултет в Цюрих, Швейцария, специалност „Медицина“. По-късно специализира бактериология в Париж, в Института „Пастьор“.
В Сръбско-българската война от 1885 година е доброволец в Червения кръст. От 1893 година е на действителна военна служба като подпоручик в Софийския артилерийски склад, след което в 4-ти артилерийски полк.
През 1902 година д-р И. Бацаров оглавява новосформирания Противочумен институт, който през 1908 година се обединява с Бактериологичния институт. В 1904 година е назначен за началник на 1-ва софийска дивизионна болница, а от 1906 година е дивизионен лекар на 4-та пехотна преславска дивизия. На 15 октомври 1908 година е произведен в чин подполковник.
Участва в Балканската война (1912 – 1913) като дивизионен лекар на 4-та дивизия. През 1914 е произведен в чин полковник и поема длъжността началник на военно-санитарната служба при Министерството на войната и главен лекар на Действащата армия – пост, който заема до 1920 година. На 19 март 1917 г. е награден с османския медал „За бойни заслуги“, същия месец – османския орден „Меджидие“, а същата година – и османския сребърен орден „Лиякат“.
Иван Бацаров е първият български лекар, който получава чин генерал-майор – на 15 август 1917 година. Това е признание за усилията, които д-р Бацаров полага за намаляването на смъртността и болестите в българската армия по време на Първата световна война.
Уволнява се от военна служба през 1919/1920 година, след което работи в Бактериологичния институт в София до 1929 г.
Санитарен генерал-майор Иван Бацаров умира в София през януари 1951 година.

## Семейство
Иван Бацаров е женен и има 3 деца.

## Военни звания
- Подпоручик (13 януари 1893)
- Поручик (2 август 1895)
- Капитан (1899)
- Майор (2 август 1903)
- Подполковник (15 октомври 1908)
- Полковник (1914)
- Генерал-майор (15 август 1917)

## Награди
- Орден „За храброст“ IV степен, 2 клас без мечове
- Орден „Св. Александър“ IV степен с мечове отгоре
- Орден „За военна заслуга“ III и IV степен на обикновена лента
- Османски медал „За бойни заслуги“ (1917)
- Османски сребърен орден „Лиякат“
- Османски орден „Меджидие“ (1917)